# Pain fitzJohn
Pain fitzJohn o Payn Fitz John (c. 1085-10 de julio de 1137) fue un notable caballero y magnate anglonormando, uno de los «nuevos hombres» de Enrique I de Inglaterra, que debían su posición y riqueza a la Corona. Señor de Ludlow, justiciar real en Staffordshire, Gloucestershire y Pembroke; sheriff de Hereford y Shropshire. Algunos historiadores inducen a citarle como chambelán real, pero no han sobrevivido fuentes que lo confirmen.
La familia de Pain era originaria del Ducado de Normandía, pero hay pocos indicios de que tuviera muchos vínculos allí, pues parece haber desarrollado la mayor parte de su carrera en Inglaterra y las Marcas Galesas. Hijo de un noble menor, John Fitz Richard de Vains, ascendió gracias a su talento hasta convertirse en un importante funcionario real durante el reinado de Enrique. En 1115, fue recompensado con el matrimonio de Sybil Talbot (c. 1093-1137), una rica heredera hija de Geoffrey Talbot de Swanscombe, obteniendo así el control de la baronía de Ludlow y su castillo, que amplió con nuevas adquisiciones. Posiblemente fue el responsable de construir el Castillo de Pain y fue castellano de la fortaleza de Caus. Por su leal servicio, Enrique I le concedió los señoríos de Ewias Lacy y Archenfield, en Gales. Recibió propiedades de la familia De Lacy, tras la pérdida de todas las posesiones de Roger de Lacy por encabezar rebeliones fracasadas. Pain fue generoso en sus donaciones de tierras a varias casas monásticas como el priorato de Llanthony y la abadía de Gloucester.
Tras la muerte del rey Enrique en 1135, Pain apoyó a su sobrino, el rey Esteban de Inglaterra, y se mantuvo fiel con el nuevo rey durante todo 1136. En julio de 1137, Pain fue emboscado por los galeses y asesinado mientras lideraba una expedición de socorro a la guarnición de Carmarthen. Sus hijas, Cecilia y Agnes, heredaron sus propiedades. Se le cita como castellano del castillo de Weobley aunque parece que no hubo control directo desde la caída de Roger de Lacy.

## Herencia
De su relación con Sybil Talbot, nacieron dos hijas:
- Cecilia fitzPayn (c. 1120-1204), esposa de Roger FitzMiles, segundo conde de Hereford (c. 1118-1155), un hijo de Miles de Gloucester. En segundas nupcias se casó con Guillermo de Poitou y en terceras nupcias con Gauthier [Walter] III de Mayenne (m. 1191). No hubo descendencia con ninguno.
- Agnes fitzPayn (c. 1125-1191), esposa de Warin de Munchensy (c. 1116-1162), y en segundas nupcias se casó con Haldewald de Bidun (m. 1185).